# Parque nacional de Bako
El parque nacional de Bako (en malayo: Taman Negara Bako) fue establecido en 1957 y es el parque nacional más antiguo en Sarawak, en la parte oriental de Malasia, en la isla de Borneo. Cubre un área de 27 kilómetros cuadrados en la punta de la península de Muara Tebas, en la desembocadura de los ríos Bako y Kuching. Está a aproximadamente 40 kilómetros por carretera desde Kuching. Millones de años de erosión de la piedra arenisca han creado una costa de acantilados, promontorios rocosos y tramos de bahías de arena blanca.

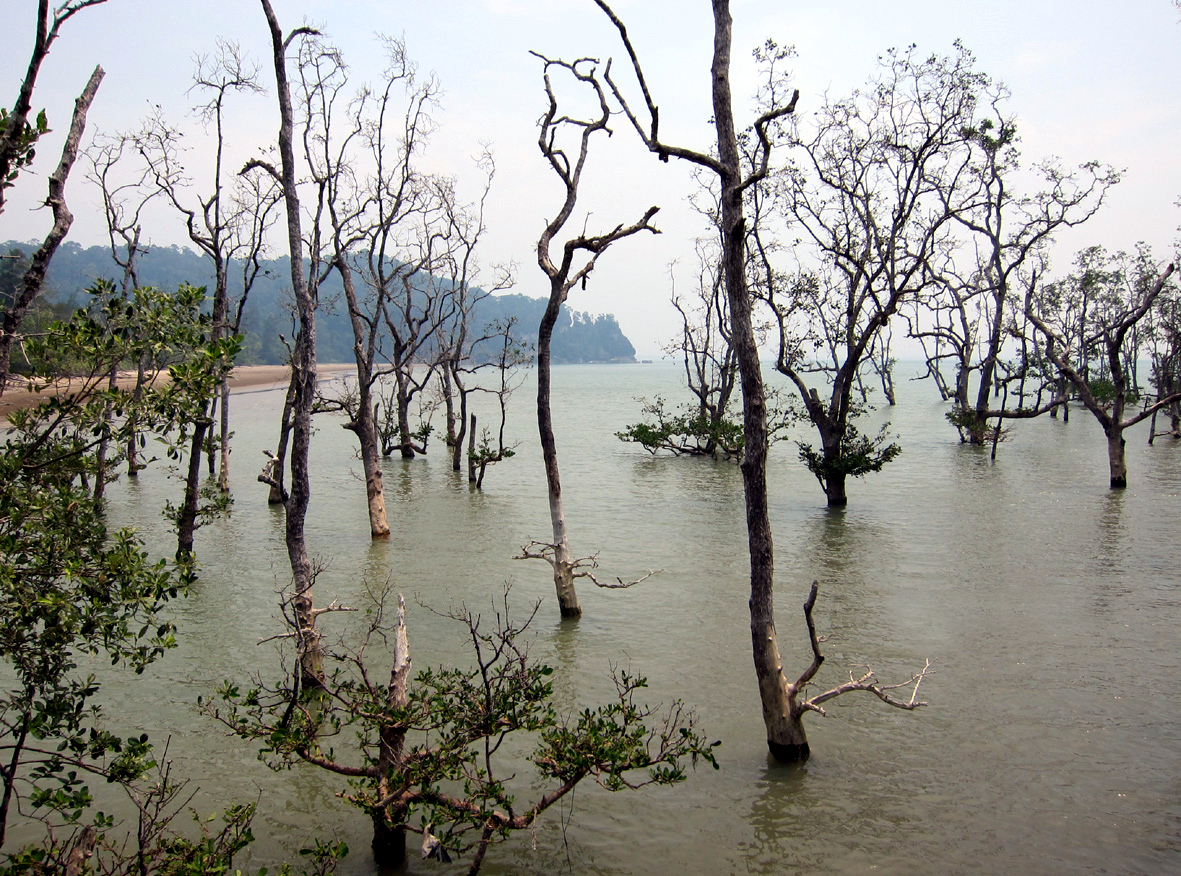
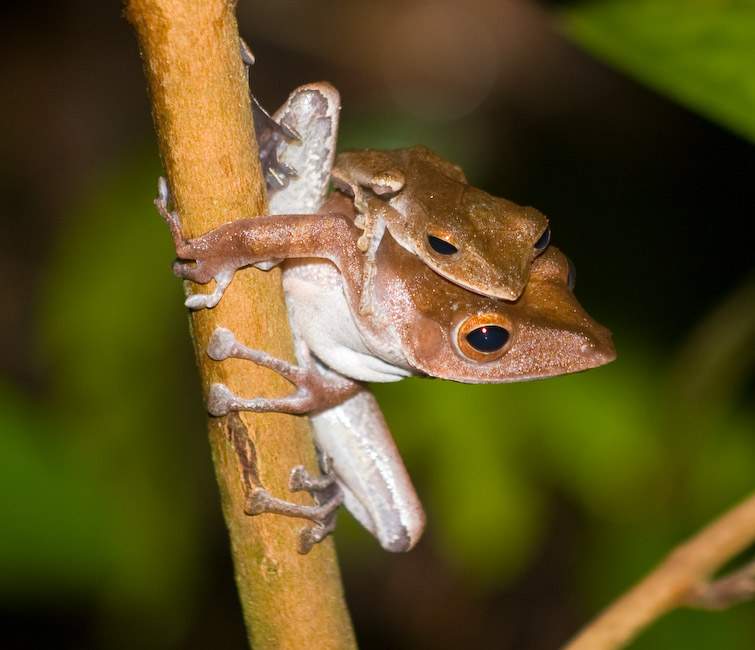
Polypedates colletti.
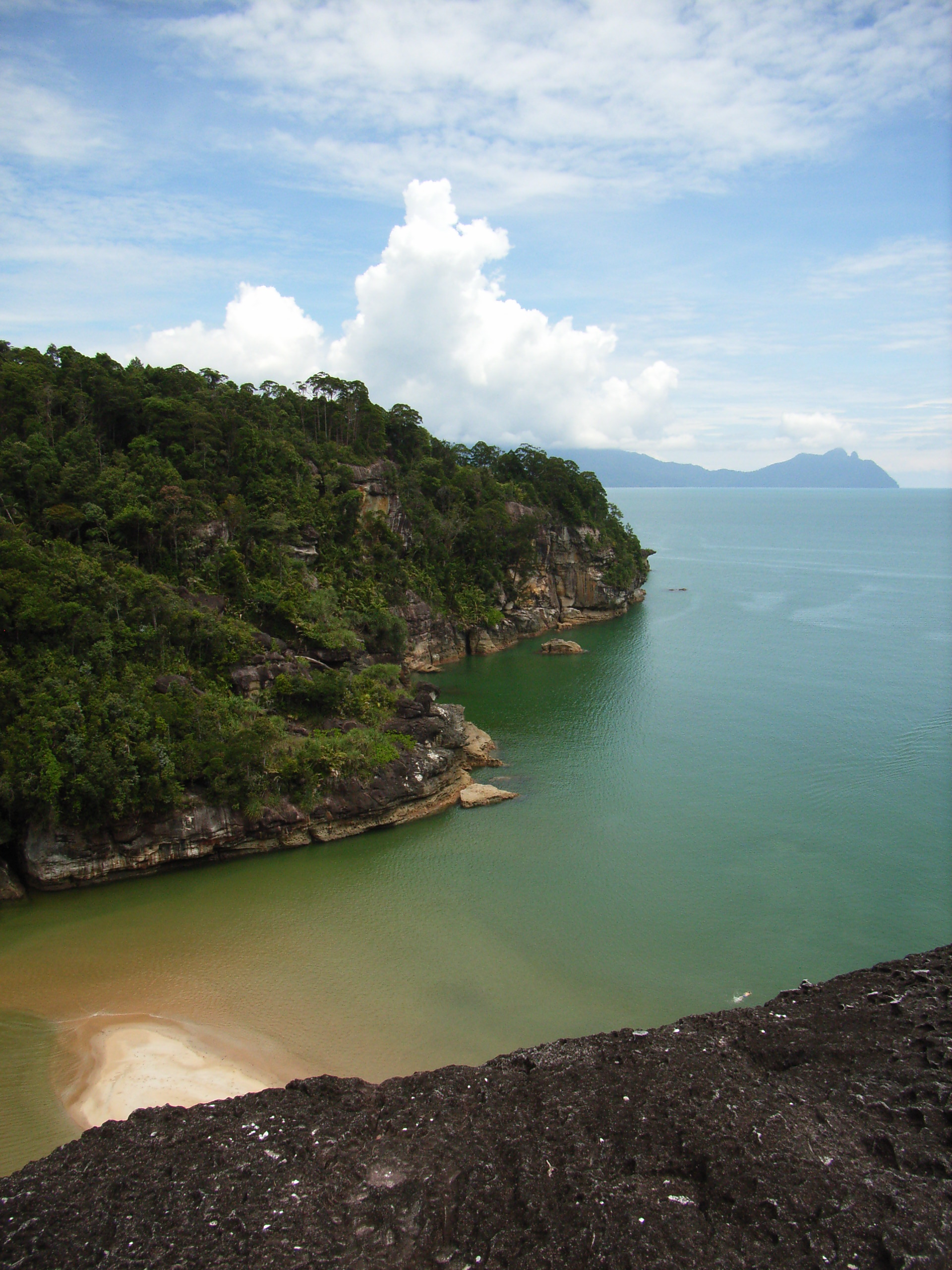